# Port lotniczy Guarani
Port lotniczy Guarani (IATA: AGT, ICAO: SGES) – jeden z paragwajskich portów lotniczych, zlokalizowany w mieście Ciudad del Este.

## Linie lotnicze i połączenia
- Regional Paraguaya (Asunción)
- TAM Mercosur (Asunción, Buenos Aires-Ezeiza, São Paulo-Guarulhos)

### Cargo
- Arrow Air (Miami, Santiago)